# Маслёнка

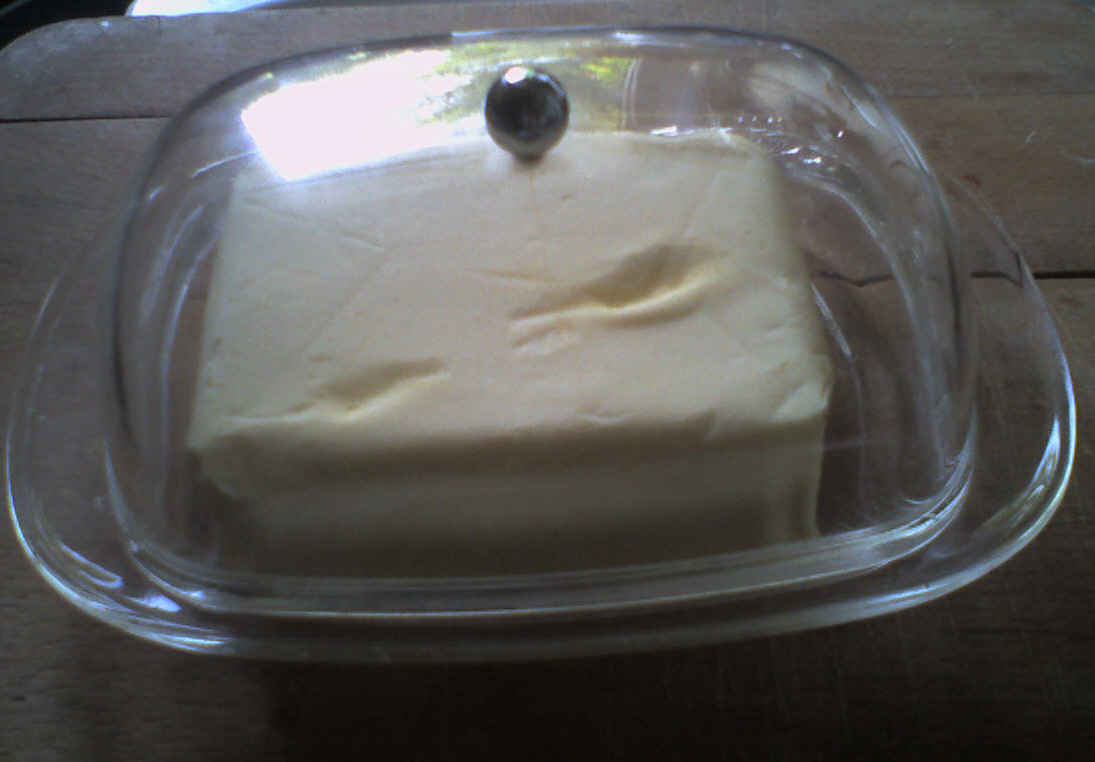
Маслёнка из прозрачного пластика

Маслёнка — кухонная и столовая принадлежность, ёмкость для хранения сливочного масла объёмом от 100 до 300 и 500 г. Классическая фарфоровая или фаянсовая маслёнка обычно имеет форму мисочки — низкого цилиндра с крышкой и поддоном. Маслёнки также выпускают из керамики, стекла и пластика и самых разнообразных форм — от прямоугольных до многогранных. Стеклянные маслёнки могут быть как выдувными, так и прессованными, из обесцвеченного и цветного стекла, а также хрусталя. В оформлении маслёнок используются рисунки и гравировки. Дорожные маслёнки выпускались обычно из пластмассы и с навинчивающейся крышкой.